# Catolaccus aeneoviridis
Catolaccus aeneoviridis är en stekelart som först beskrevs av Girault 1911.  Catolaccus aeneoviridis ingår i släktet Catolaccus och familjen puppglanssteklar. Inga underarter finns listade.